# Зиглер, Маккензи
Маккензи Френсис Зиглер (англ. Mackenzie Franses Ziegler, род. 4 июня 2004 года; Питтсбург, США) — американская танцовщица, модель, актриса и певица. Бывшая участница реалити-шоу «Танцор в маске» (англ. The Masked Dancer) и «Мамы в танце» (англ. Dance Moms)  (последнее в России транслируется по телеканалу «Мама»).

## Биография
Маккензи Френсис Зиглер родилась 4 июня 2004 года в Питтсбурге, штат Пенсильвания, США в семье Мелиссы Зиглер-Гисони и Курта Зиглера. Её родители расстались в 2011 году, комментируя это тем, что танцы подорвали семью как финансово, так и эмоционально. Позднее Мелисса снова вышла замуж. У Маккензи есть старшая сестра, которую зовут Мэдди, а также два брата от предыдущего брака отца и сводные сестра и брат, дети отчима. Её семья много раз переезжала — сначала жили в Питтсбурге, после — в Меррисвилле.

## Карьера

### Актриса
Наиболее известна благодаря участию в реалити-шоу «Мамы в танце» и других связанных с этим телешоу проектах. Также принимала участие в комедийном американском телесериале «Никки, Рикки, Дикки и Дон», играя второстепенного персонажа — Лили.

### Певица
Маккензи исполняет большое количество оригинальных песен. В середине июля 2017 года вышел клип на песню Teamwork. В декабре 2017 у неё вышли 2 новые песни Breathe и Perfect Holidays и клипы к ним. С октября по декабрь 2017 года у Джонни Орландо и Маккензи был тур под названием Day and Night, где ребята исполнили их новую песню What if и кавер на песню I like me better.

### Модель
Маккензи и её сестра Мэдди являлись моделями для таких журналов, как «Dance Spirit», «Tiger Beat», «Mod Angel». Также они рекламировали одежду студии «ALDC». Периодически девочка появляется на ковровых дорожках, демонстрируя модные образы, даёт интервью, участвует в премиях.

## Другое
Маккензи также снимает и загружает ролики в приложение musical.ly, где пользуется большой популярностью. У неё более 11 миллионов подписчиков в Instagram.